# Strange Brew (film)
 (avril 2015).
Si vous disposez d'ouvrages ou d'articles de référence ou si vous connaissez des sites web de qualité traitant du thème abordé ici, merci de compléter l'article en donnant les références utiles à sa vérifiabilité et en les liant à la section « Notes et références ».
Pour l'album de Cream, voir Strange Brew.
Pour plus de détails, voir Fiche technique et Distribution.
Strange Brew (ou Les Aventures de Bob & Doug McKenzie : Strange Brew) est un film canadien comique sorti en 1983, réalisé et interprété par Rick Moranis et Dave Thomas, connus sous le duo Bob et Doug McKenzie (en).

## Synopsis
Deux ratés vivant de petites combines tentent d'arnaquer une puissante firme de bière et se frottent involontairement au plan machiavélique d'un employé peu scrupuleux.

## Fiche technique
- Titre : Strange Brew
- Réalisation : Rick Moranis & Dave Thomas
- Scénario : Rick Moranis, Rick Moranis & Steve De Jarnatt
- Musique : Charles Fox
- Photographie : Steven Poster
- Montage : Patrick McMahon
- Production : Louis M. Silverstein
- Société de production et de distribution : Metro-Goldwyn-Mayer
- Pays :  États-Unis
- Langue : Anglais
- Format : Couleur - Mono - 35 mm - 1.85:1
- Genre : Comédie
- Durée : 90 min

## Distribution
- Rick Moranis (VF : Emmanuel Jacomy) : Robert 'Bob' McKenzie
- Dave Thomas (VF : Dominique Collignon-Maurin) : Douglas 'Doug' McKenzie
- Max von Sydow : Brewmeister Smith
- Lynne Griffin : Pamela Elsinore
- Paul Dooley : Claude Elsinore
- Angus MacInnes : Jean 'Rosie' LaRose
- Brian McConnachie : Ted
- Douglas Campbell : Henry Green
- Tom Harvey : L'inspecteur
- Jill Frappier : Gertrude
- Len Doncheff : Jack Hawkland
- Diane Douglass : La réceptionniste
- Thick Wilson : Le procureur
- David Beard : Le juge

## Sortie
Le film fut très bien accueilli par la presse avec 79% d'avis positifs sur Rotten Tomatoes.

## Suite
Une suite a failli voir le jour en 1999 avec Dan Aykroyd dans le rôle d'un troisième compère.